# 孤独のニューヨーク
「孤独のニューヨーク」（原題： I Guess the Lord Must Be in New York City）は、ニルソンが1969年に発表した楽曲。

## 概要
映画『真夜中のカーボーイ』（1969年5月公開）にふさわしい曲としてニルソンは本作品を書いた。主人公のジョー・バック（ジョン・ヴォイト）を彷彿とさせる語り手は気持ちの高まりを訴える。「ねえ神様／僕はここにいる／こっそり裏口を叩いたわけだけどさ／ずっと行きたくて仕方がなかった場所に行けるんだ／こんな素敵なことってほかにあるものか／ニューヨークで初めて僕は自由な空気を吸い込むことになる」
しかし監督のジョン・シュレシンジャーはフレッド・ニールのカバーである「うわさの男」を主題歌に選んだ。結果として「うわさの男」はシングルとして再発売され、大ヒットとなった。
1969年8月発売のアルバム『ハリー・ニルソンの肖像（Harry）』に収録。同年9月にシングルカットされた。編曲はジョージ・ティプトンが務めた。
同年11月29日から12月6日にかけてビルボード・Hot 100で2週連続34位を記録した。ビルボードのイージーリスニングチャートでは7位を記録。カナダ RPMでは25位、ニュージーランドでは23位を記録した。
ソファア・ローレン主演の1971年の映画『Lady Liberty』、1998年の映画『ユー・ガット・メール』の挿入歌として使用された。なお後者のサウンドトラックアルバムにはニルソンのオリジナル・バージョンではなく、シネイド・オコナーのカバー・バージョンが収録された。
1995年5月に発売されたハリー・ニルソンのトリビュート・アルバム『For the Love of Harry: Everybody Sings Nilsson』においては、リチャード・バロンがカバーしている。